# Pavel Eisner
Pavel Eisner, též Paul Eisner, někdy vystupující pod pseudonymem Jan Ort (16. ledna 1889 Praha – 8. července 1958 Praha) byl český překladatel, literární vědec, lingvista, publicista a básník židovského původu.

## Život
Pocházel z pražské židovské rodiny. Odmalička byl bilingvní. Studoval slavistiku, germanistiku a romanistiku na pražské německé univerzitě, kterou dokončil roku 1918. Od roku 1914 působil jako překladatel v České obchodní a živnostenské komoře. Souběžně pracoval i jako redaktor pražského německého deníku Prager Presse. Kromě toho přispíval i do řady kulturních časopisů, od března 1936 byl členem Pražského lingvistického kroužku. Po německé okupaci roku 1939 byl perzekvován na základě aplikace tzv. norimberských zákonů. Jeho deportaci do Terezína odložil fakt, že měl německou manželku a nebyl praktikujícím židem.
Zemřel roku 1958 a byl pohřben na Olšanských hřbitovech.

## Překladatel
Eisner je jeden z nejvýznamnějších českých překladatelů, ovládal 12 jazyků – angličtinu, francouzštinu, islandštinu, italštinu, maďarštinu, němčinu, norštinu, perštinu, ruštinu, srbochorvatštinu, španělštinu a s jazykovou pomocí odborníků překládal i z tibetštiny. Nejčastěji překládal z němčiny (např. díla hlavních představitelů pražské německy psané literatury: Franz Kafka, Max Brod, Egon Erwin Kisch, Franz Werfel, většinu díla Thomase Manna). Překládal rovněž odborná díla z oblasti muzikologie a operní libreta. Českou literaturu také překládal do němčiny. Jeho překlady, především z němčiny, jsou jazykově velmi kultivované, vynikají přesností a detailní znalostí českého i výchozího jazyka. Je pro ně typické časté používání neobvyklých výrazů, zejm. archaismů a neologismů, a obecně neobvyklých jazykových prostředků. V roce 1951 byl v překladu Písma, Svazku I. Vladimíra Šrámka a hebraisty Vladimíra Kajdoše uveřejněn jeho doslov, v němž analyticky hodnotí překladatelskou práci po stránce literární a jazykové, zejména jejím srovnáním s biblí Kralickou a jako dílo ji oceňuje s upřednostněním kvality překladu před ní i dalšími dřívějšími překlady, zejména rabína Steina a pražského Vrchního rabína Sichera. Eisnerův rozsáhlý doslov ostře až kriticky obhajuje změněný přepis ustálených českých podob do hebraistických forem, a to jak u jmen biblických osobností, tak i názvů míst a věcí, a vyzdvihuje nejen hebraismus, ale i celkové podání překladu, ve slohovém vyznění. Zmiňuje odlišnost Šrámkova a Kajdošova díla od většiny stávajících překladů Bible, nepostrádající židovská specifika a tón textu, odpovídající více než jiná, původním hebrejským a v některých židovských částech svatých textů i aramejským podáním.  

## Dílo
- Die Tschechen : Eine Anthologie aus fünf Jahrhunderten (Čechové : antologie z české literatury pěti století), München : R. Piper, 1928, 442 stran,[4]
- Na skále: dvanáct zastavení Máchovských. 1. vyd. Praha: Karel Voleský, 1945. 182 s.

### Lingvistická díla
- Chrám i tvrz (1946)
- Čeština poklepem a poslechem (1948)
- Malované děti (1949)
- Rady Čechům jak se hravě přiučiti češtině

### Poezie
Sonety kněžně (1945)

### Překlady
- Leo Rosten: Pan Kaplan má třídu rád
- Franz Werfel: Čtyřicet dnů 1934
- Franz Kafka: Proces, Praha : Československý spisovatel, 1958
- Walt Whitman: Demokracie, ženo má!: výbor ze Stébel trávy, Praha : Jaroslav Podroužek, 1945